# Rashed Hassan
Rashed Hassan (Arabic:راشد حسن) (sinh ngày 17 tháng 11 năm 1991) là một cầu thủ bóng đá người Các Tiểu vương quốc Ả Rập Thống nhất. Hiện tại anh thi đấu ở vị trí tiền đạo cho Shabab Al-Ahli.